# 李纯祠堂
李纯祠堂位于中国天津市南开区白堤路西侧，是北洋政府直系军阀李纯的祠堂。始建于1913年至1923年期间。目前，李纯祠堂被中华人民共和国国务院批准为全国重点文物保护单位，天津市文物保护单位和重点保护等级历史风貌建筑。

## 历史
李纯祠堂大部分建筑构件是原位于北京西四北太平仓的庄亲王府的。庄亲王府是清初承泽郡王硕塞长子庄亲王博果铎的府邸（据传此处也曾是明朝宦官刘瑾的宅第）。在庚子年（1900年）时，末代庄亲王载勋还此处设拳坛，支持义和团运动。八国联军攻占北京，其府被焚，但没有被完全破坏。直到1920年代，因北洋军阀李纯及其弟李馨买下庄亲王府，拆除王府建筑，在此建房租赁，后称此地为平安里。
关于李纯兄弟购买此宅说法不一。第一种说法因为庄亲王载勋参与拳乱，死后家属的生活艰难，经济拮据。时值李纯兄弟要在北京购置地产，以20万元购买这个王府。第二种说法1916年，李纯兄弟听说美国洛克菲勒基金会购买豫亲王府，在修建协和医学院时，从地下挖出了大批的银两，兄弟二人于是出价20万元现大洋买下了这座破败的庄亲王府。后将庄亲王府原址拆除，把建筑构件运回天津，选在南开洼地重建。据说李纯原本想建成私家庭园，后袁世凯派人调查，索性就改成了李氏祠堂。国民政府时期，此地变成了天津棉纺六厂的职工宿舍。
1950年代，天津棉纺六厂的职工迁出。李纯祠堂被辟为天津市第三人民文化宫，也称南开区人民文化宫，天津人简称“三宫”。正门上的南开区人民文化宫牌匾，为郭沫若亲笔题写。后来，天津市第三人民文化宫荒废，群众自发形成古旧图书交易市场，一时间名声大噪。天津市人民政府为保护遗址，勒令天津三宫书市于2007年3月28日彻底清场并对李纯祠堂进行修缮。在修复过程中，工作人员在修复该建筑群大殿时发现屋顶上的琉璃瓦背面烧铸有“王府”等字样。此外，琉璃瓦不仅带有“王府”字样，还有一些烧铸有“敕建寺庙”和“雍正年制”字样，部分瓦片上还有制作琉璃瓦的作坊名，以及一些不能辨识的满文。2009年底，整个修复工程完工。该建筑群目前为庄王府旅游区。

## 建筑
李纯祠堂建筑群坐北朝南，前建三进庭院，后辟花园，由照壁、石牌坊、石拱桥、大门、前殿、中殿、后殿、配殿和回廊组成。中殿是主体建筑，建有石狮、石坊、屏壁、华表、长廊、殿宇、戏楼、拱桥等，占地2.56万平方米（原占地近6万平方米，建筑面积近8000平方米），气势宏伟，布局严谨，装修考究。
李纯祠堂正门两侧设有一对石狮，面对正门设有照壁和横障，两侧原有的“翁仲”(即石人、石马、石碑)已不复存，但几株翠柏仍肃立于门前。进入正门，玉石牌坊首当其冲，牌坊后东西矗立一对“华表”，前行有玉带河，跨河有玉石桥。往北，院分三进：头道院的迎面为前殿，东西有配殿相称，规格略小。院内是祠堂的花园，园的东北角和西北角各有角门和二道院相通，二道院是祠堂建筑的主体，中殿左右有配殿陪衬，东西有厢殿相对。南面是戏台，戏台顶部设有“玉龙戏珠”的大浮雕。第三道院的布局与二道院相同。两道院的四周，皆有游廊环绕，两道院之间，有夹道通连。庭、堂、殿宇皆为古典形式的砖木结构。殿顶覆以彩色琉璃瓦，重檐斗拱，五脊六兽，顶板描金，方砖铺地，雕梁画栋，金碧辉煌。
　　

## 内部链接
- 李纯